# 尚寢
尚寝，女官名。管理进御帏帐床褥等事，隋朝、唐朝、宋朝、金朝、明朝都设置。
隋文帝开皇二年（582年）开始设置，为宫廷女官，掌管燕寝进御次序，视为从九品。隋炀帝改尚寝为从五品，为尚寝局长官，编制二人。下设司设、司舆、司苑、司灯四司。唐朝改为正五品。宋朝、金朝、明朝都按照唐朝制度设置。明成祖永乐之后，把职权归于宦官。朝鲜王朝也有尚寝之职。

## 著名人物
- 章懿皇后李氏：原為宋真宗的尚寢（時稱司寢），後生下宋仁宗。